# راینسدورف (زاکسونی)
راینسدورف (به آلمانی: Reinsdorf) یک شهر در آلمان است که در Zwickau (district) واقع شده‌است. راینسدورف ۸٬۵۶۵ نفر جمعیت دارد.

## خواهرخوانده
شهر مونشتر (هسن) خواهرخواندهٔ راینسدورف (زاکسونی) هست.